# Gareth Williams (Fußballspieler, 1981)
Gareth John Williams (* 16. Dezember 1981 in Glasgow) ist ein ehemaliger schottischer Fußballspieler. 2002 bestritt er fünf Länderspiele für die schottische Nationalmannschaft.

## Spielerkarriere

### Nottingham Forest
Der aus der eigenen Jugendakademie stammende Gareth Williams debütierte am 26. Dezember 1999 für Nottingham Forest in der Football League First Division 1999/2000. Zwei Spielzeiten später avancierte Williams (44 Ligaspiele) unter dem neuen Trainer Paul Hart zum Stammspieler. Hart hatte zuvor erfolgreich die Jugendmannschaft des Vereins trainiert und neben Williams mit Andy Reid, Michael Dawson und Jermaine Jenas weitere Nachwuchsspieler in die erste Mannschaft integriert. In der Saison 2002/03 erreichte Forest den sechsten Tabellenplatz, scheiterte jedoch in der ersten Play-off-Runde an Sheffield United.

### Leicester City und FC Watford
Am 1. Juli 2004 verließ Williams den finanziell angeschlagenen Verein und wechselte zum Premier-League-Absteiger Leicester City. Mit seinem neuen Verein verbrachte er die folgenden zwei Spielzeiten lediglich im Mittelfeld der neu eingeführten Football League Championship, ehe er am 31. Januar 2007 zum Erstligisten FC Watford wechselte. Nach seinem Erstligadebüt am 3. Februar 2007 bei einer 0:1-Heimniederlage gegen die Bolton Wanderers, bestritt er bis zum Saisonende zwei weitere Ligaspiele und stieg mit Watford als Tabellenletzter aus der Premier League 2006/07 ab.
Im April 2007 zog sich Williams einen Kreuzbandriss zu, der letztendlich zum vorzeitigen Ende seiner Spielerkarriere führte.

### Schottische Nationalmannschaft
Sein Debüt in der schottischen Nationalmannschaft feierte Williams am 17. April 2002 bei einer 1:2-Heimniederlage im Freundschaftsspiel gegen Nigeria. Sein fünftes und letztes Länderspiel bestritt er am 20. November 2002 bei einer 0:2-Niederlage in Portugal.

## Trainerkarriere
Im Sommer 2016 wurde er Trainer der Fußball-Akademie FC Málaga City Academy, aus Torrox Costa in der Provinz Málaga. Im August 2017 wurde er zudem Spieler-Trainer des Tercera Andaluza Vereines CD Almuñecar City.
,